# Ragnar Oldberg
Karl Ragnar Oldberg, född 26 januari 1916 i Skölsta, Vaksala församling, Uppsala län, död 15 maj 1969 i Järfälla församling, Stockholms län, var en svensk författare och tidningsredaktör.
Ragnar Oldberg var son till hemmansägaren och nämndemannen Carl Emil Eriksson. Efter studentexamen vid Uppsala högre allmänna läroverk 1935 blev han 1936 student vid Uppsala universitet där han studerade nordiska språk, litteraturhistoria, pedagogik och engelska. Redan i ungdomen var han bygdemeddelare till lokalpressen och 1937–1943 arbetade han som ortskorrespondent vid Upsala Nya Tidning. Som forskare såg han sig främst som språkvetare, skrev en uppsats om ortnamn i Vaksala socken, ägnade ingående studier åt svensk verslära och 1945 den populärvetenskapliga En bok om rim. Oldberg blev 1940 filosofie kandidat och 1942 filosofie magister. Han var 1943–1945 redaktör för Enköpings-Posten.
Oldberg hade som ung blivit medlem i Kyrkliga ungdomskretsen i Vaksala socken som drevs av kyrkoherde Oskar Ehn, liksom i Svenska Landsbygdens Ungdomsförbund, och var cirkelledare och distriktsstudieledare inom Svenska Landsbygdens Studieförbund. Han publicerade kulturartiklar i SLU-Bladet och andra pressorgan inom Bondeförbundet (nuvarande Centerpartiet) och 1943 blev han sekreterare i Uppsala läns bondeförbunds första distrikt. Politiskt kom han att dras till syndikalismen och publicerade 1949 artikeln "Syndikalism och bondesamverkan" i Politisk tidskrift. Han blev 1946 kulturredaktör för Jordbrukarnas föreningsblad och 1949 ordförande i Ärkestiftets pressnämnd. Han var initiativtagare och huvudredaktör för tidskriften Perspektiv 1950–1951 och 1953–1964 och deltog senare även i redaktionen för Nya perspektiv: Lantbruksförbundets idétidskrift, som utkom från 1967. 
Som författare debuterade Oldberg med diktsamlingen Mörkret ljuger 1941. En andra diktsamling, Stunder med vännerna utkom 1951. Främst kom han dock att publicera litteraturhistoriska och litteraturkritiska presentationer, ofta med populärvetenskapliga ambitioner. De främsta var Några moderna svenska författare (1944) och Nutidsförfattare (1949). Han utgav även flera böcker om Ivar Lo-Johansson. År 1956 erhöll han Landsbygdens författarstipendium.